# Oscar Schwab
Oscar Joseph Schwab (24 de junho de 1882 — agosto de 1955) foi um ciclista olímpico estadunidense nascido na França. Representou os Estados Unidos nos Jogos Olímpicos de Verão de 1904.